# Martín Oroz
Martín López Oroz fue un boxeador profesional español que nació en Zaragoza el día 10 de julio de 1911. Fue hijo de Gregorio López Rigal y María Oroz Carnicer.
Sus padres se trasladaron a Barcelona dejando a Martín al cuidado de sus abuelos maternos, los cuales vivían Castejón de Valdejasa Archivado el 16 de febrero de 2007 en Wayback Machine., Zaragoza.
En Barcelona, María Oroz y sus dos hijos, Paquita y Martín, vivían en la calle Carders, n.º 6, en el Barrio de la Ribera (casco antiguo, zona Born).
Martín pasaba el día en la calle, como era costumbre en la época y conoció a otros jóvenes que practicaban el Boxeo, y pronto quiso participar.
Fue Campeón de España de Boxeo, categoría Wélter, los años 1932, 1933 y 1934.

## Inicios en el boxeo
Ayudado por Segundo Bartos, que posteriormente sería uno de los grandes pesos plumas españoles, y gran amigo suyo, en el año 1.926 lo introdujo en la S.D.B La Flora (calle Nápoles de Barcelona), que en el año 1.927 cambió de nombre a Poblet Boxing Club.(Calle Sicilia, 284)
Comenzó haciendo el Peso mosca, con un peso aproximado de 47 Kilos.
A finales de 1.926 o a principios de 1.927, Martín Oroz cambió de gimnasio y se fue al Palace Sporting Barcelona Club, (Plaza del Teatro, 2) que pasó al Peso pluma y rápidamente escala el Peso ligero
El 13 de abril de 1927, es la primera aparición en la prensa escrita de la época con el nombre de Martín Oroz, omitiendo el primer apellido López.
En el Olympia, y en la categoría pluma se enfrentó a Juan Tormo (enlace roto disponible en Internet Archive; véase el historial, la primera versión y la última)., y efectuaron cuatro asaltos de dura pelea, y en la que Oroz tuvo ocasión de probar la dureza del “punch” de Tormo quien lo mandó al tapiz por nueve segundos en el tercer asalto. Oroz hacia su primera presentación en este combate, y por lo tanto se mostró algo desconocedor del manejo de los guantes a fondo. De todos modos ante la dureza de Tormo se defendió lo mejor que pudo de los ataques de éste, sobre todo en los momentos de peligro. La victoria se la llevó Tormo entre nutridos aplausos. 

Dos semanas después se enfrenta a Sánchez y lo ganó por K.O. al tercer «round» 
Después de dicho combate el Mundo Deportivo manifestaba “Oroz, al que ya podríamos llamar la revelación de ésta temporada, pues solo en dos combates ha logrado destacarse del pelotón anónimo…”
El 11 de junio del mismo año, Oroz, tras cuatro disputados asaltos, vence por la decisión por puntos en lucha con Martínez Fort (enlace roto disponible en Internet Archive; véase el historial, la primera versión y la última).. 
A finales del mes de junio, en el siguiente combate, Oroz, que a grandes pasos corre hacia el campeonato, batiendo a cuantos adversarios se le enfrentan, se opuso a Alberni  (enlace roto disponible en Internet Archive; véase el historial, la primera versión y la última). que le superaba en peso y envergadura a Oroz, le dominó en los primeros asaltos, pero el pequeño “poulain”, tuvo un formidable final, imponiéndose netamente y logrando el mach nulo. El público creía que Oroz había triunfado. 

## Etapa Peso ligero
El día 18 de julio de 1927 en el periódico el Mundo Deportivo, vuelve a hacer referencia a su evolución; “Oroz, ese muchacho noblote y batallador, como buen baturro, que a cada combate aparece más destacado de sus compañeros de división y que no hace mucho debutó como gallo, ya dentro del peso ligero va a sostener una durísima batalla, pues su adversario es el batallador y duro Pérez, ese notable peso ligero que en nuestro ring hemos visto vencer a hombres de la división superior.”
Ese fue su primer combate en la categoría del Peso ligero y se esperaba ser la pelea más dura de su vida contra Pérez, el notable liguero que más se había distinguido en las últimas veladas y el más eficaz de los sparring-partners de Luis Rayo.
Este combate, entre los aficionados se siguió con entusiasmo. Pérez se impuso a Oroz durante los dos primeros asaltos y llegó a tenerle francamente apurado; luego, Oroz reaccionó y terminó a todo tren sin que el esfuerzo final bastara para evitarle la derrota. La decisión quizás fue justa pero el público la protestó. 
En agosto en el local del Nuevo Mundo del Paralelo en los combates preliminares en cuatro asaltos, destacó el combate Oroz-Trallero. Venció Martín por puntos, después de mostrarse mejor y más correcto.  
Oroz en franco progreso, en el siguiente combate, consiguió vencer por puntos a Huguet. Oroz realizó un buen trabajo, especialmente de izquierda; mostrase asimismo muy voluntarioso y mereció buenos "aplausos por su excelente actuación”. 
A los pocos días, Oroz batió netamente a Judé, que ni era de su clase ni de su peso. 
Posteriormente se enfrenta a Juvé,  otro de los pesos ligeros que con más firmeza se había destacado en las últimas veladas. El aragonés Oroz, ya estaba conceptuado como uno de los mejores aspirantes de la categoría. Tras cuatro asaltos a buen tren Oroz fue declarado vencedor de Juvé. 
El 5 de enero de 1928 se celebra el Torneo del Peso Ligero de Cataluña en Barcelona. Entre los aficionados Oroz es el favorito de esta interesante prueba. El torneo del peso ligero dio lugar a un total de siete combates, cuatro de eliminatorias, dos de semifinales y el de la final.
Oroz-Aracil. Una reñidísima pelea, disputada a gran tren, y que quizá fue el mejor combate del torneo. En el último asalto, Aracil pasó momentos de verdadero apuro, y gracias a su gran voluntad terminó en pie el combate.
En semifinales, Oroz-Correa. El primero venció por escaso margen; pareció que reservara fuerzas para la final. “No fue un mal combate pero sí un encuentro que no pasó de regularcillo”
En la final del torneo del peso ligero quedó vencedor el que ya de antemano se esperaba lo sería: Oroz. El encuentro Oroz-Alberni, resultó un buen combate; Oroz consiguió vencer fácilmente, debida a que supo imponer el sistema de combate que más le favorecía, dada la forma de pelear de Alberni. Oroz impuso el combate corto, con frecuentes cuerpo a cuerpo, y Alberni sólo era peligroso en la lucha a distancia debido a que poseía un golpe de regular contundencia. 
En febrero de 1928, Oroz y Arpal  hicieron match nulo después de seis asaltos de juego embarullado, cuyo principal causante fue Arpal, se pegaron de lo lindo y cogieron a más y mejor. El resultado fue una pelea embarullada que no gustó. Oroz fue al suelo por ocho en cuarto asalto, al final recobró el terreno perdido y consiguió arrancar un match nulo que se le presentaba difícil.  
El 15 de marzo de 1928, a seis asaltos, Oroz venció a Chamorro, hombre de gran rudeza de procedimientos pues une a una combatividad asombrosa dotes de gran encajador, cuyo golpe supo eludir su vencedor el cual ejerció acentuado dominio. La poca habilidad de Oroz impidió que tal vez el combate terminara antes, ya que Chamorro acusó su punto flaco en la región epigástrica (epigastrio) sin que aquel acertara a propinar el golpe definitivo. Chamorro fue netamente dominado, terminando el combate en franca dificultad ante la avalancha de golpes con que le “obsequiaba”, su contrincante que fue declarado vencedor por puntos. 
El 4 de abril, Oroz vence a Moreno (Ligero) por puntos en seis asaltos. (El Imparcial)
A final del mismo mes se enfrenta a  Torelló. Empezaron un combate regular en que la juventud y el entusiasmo de Oroz amenazaban dominar los conocimientos del bregado y ducho Torelló. En el cuarto asalto tuvo la desgracia, Oroz, la desgracia de propinar un cabezazo a Torelló. La incorrección fue apreciada por los jueces que se reservaron la decisión hasta conocer el dictamen médico. Este, al ratificar la existencia del golpe que impedía la prosecución de la lucha, motivo la descalificación de Oroz.

En el mes de mayo del mismo año, duro y disputado fue el combate que libraron Ramírez y Oroz, resultó una misma cosa desde el principio hasta el fin, cuerpo a cuerpo, algo de media distancia, pero pese a que se castigaron bastante, no llegó a entusiasmar al respetable, no por falta de dureza, sino por escasez de variedad en al pelear de ambos. Oroz fue justamente declarado vencedor por puntos.  
En julio, el combate desquite, la revancha entre Oroz y Alberni, ambos finalistas del torneo del peso ligero. El combate, tuvo el mismo final que el celebrado con motivo del citado torneo: una neta victoria de Oroz, en el que cada día se apreciaban mayores progresos. Oroz, realizó un duro y excelente trabajo al cuerpo, que «mareó» verdaderamente a Alberni, que, a última hora, ya no sabía cómo evitar el tenaz golpe al estómago que le propinaba su adversario. El combate se desarrolló en un continuo cuerpo a cuerpo, pocas veces cambiado por lucha a distancia. Oroz y Alberni no fue un cuerpo a cuerpo vulgar de los que aburren, sino que interesante hasta el extremo de entusiasmar a la concurrencia.  
El 19 de agosto, Oroz venció por puntos a Chamorro en Vigo. 
Octubre de 1928. El campeón de España amateur, Sans, que en los juegos Olímpicos de Ámsterdam  fue declarado vencido ante el que fue campeón del mundo Orlandi. Sans fue batido por Oroz. Eran muchos los ocho asaltos para un ex-amateur y era mucho contrincante Oroz para un debutante como profesional. Sans mostró condiciones y, aún, en la primera parte se mostró al igual, por lo menos de un adversario a quien tocó limpio, fuerte y preciso en la mandíbula, por dos veces, haciendo que acusara el golpe, pero luego fue disminuyendo el tren, fue acentuándose el dominio de Oroz y aun cuando Sans se defendía bien y llegó al límite la ventaja que consiguió aquel fue justa y le dio merecidamente la victoria. Oroz causó una buena impresión, también Sans. 
Noviembre de 1928, en ocho asaltos Martín Oroz, el púgil aragonés fue enfrentado al Vasco Solinis. Era un encuentro de gran interés y dura prueba para Oroz, que sería enfrentado al vasco Solinis, púgil de gran experiencia y notable esgrima, que había boxeado con los mejores. Solinis-Oroz, estos fueron los protagonistas de una magna pelea. Dos muchachos altos, fuertes, con unos gramos tan solo de diferencia en el peso: 61’l00 kg., para Oroz y 60’300 kg, para Solinis. Ocho asaltos de lucha titánica, llevada a tren fortísimo y con una variedad y limpieza en los golpes, indescriptibles. Oroz por puntos triunfo netamente del vasco Solinis. Triunfó el mejor: el hombre más rápido, acaso no el más fuerte, pero si el más veloz. Y ésta velocidad metida en una mano izquierda, y gobernada serenamente como lo hizo Oroz, no podía fallar, era la mejor arma. 
Diciembre de 1928, Oroz-Pérez, para el campeonato catalán de los ligeros.
El más duro obstáculo que indudablemente hallaba Oroz en este combate era la distancia, pues por vez primera Oroz iba a ser puesto a prueba en diez asaltos, distancia ya medida por el campeón de Cataluña. Martín Oroz en un combate emocionante batió, por escaso margen a Pérez y fue proclamado campeón de Cataluña de los ligeros.
“Hay hombres que nacen para campeones. Luego el camino podrá, o no, torcerse, pero sus primeros pasos han sido calcados en los de las grandes figuras que les precedieron, y su figura, su estilo, ese algo que anima a los que parecen predestinados a los primeros lugares, predispone en su favor. Martín Oroz, el nuevo campeón de Cataluña, es uno de esos favoritos de la fortuna. Nació así. Es la confirmación del aforismo atlético francés que dice “On nait champion”. Oroz nació campeón. Ojala no se tuerza en el camino emprendido y podamos señalar en él, dentro de breve tiempo, a la gran figura de nuestros rings.” Mundo Deportivo 
Enero de 1929, Su adversario será Jack Contray (enlace roto disponible en Internet Archive; véase el historial, la primera versión y la última)., un negro de clase que en Valencia había cosechado abundantes triunfos algunos de ellos por nocaut.
En esa velada Martín Oroz, efectuaba su primer combate, como campeón de Cataluña, encontrando en ocho asaltos al negro americano Jack Contray púgil duro y experimentado. La pelea entretenida y a veces interesante, libraron Oroz y el negro Jack Contray. El púgil de color, sin ser nada extraordinario, podía considerarse como una discreta medianía. Oroz lo batió sin discusión, pero en algunos momentos se encontró con severa réplica.  
El siguiente combate es Cola y Oroz se disputarían la supremacía española en los ligeros. Eran los dos más cualificados aspirantes a la supremacía de la boxe hispana en la categoría de los ligeros.  En diez asaltos, Tomás Cola (enlace roto disponible en Internet Archive; véase el historial, la primera versión y la última)., el brillante esgrimista, reapareció ante Martín Oroz, el campeón de Cataluña que, pese a su juventud, había logrado escalar rápidamente en popularidad.
'Oroz, en diez asaltos de brioso boxeo se impuso, netamente a Cola ganándole ocho asaltos. Quien se destapó fue Oroz, que demostró, ser el mejor peso ligero nacional al batir a Cola, dominándolo en ocho asaltos, sin ser dominado en uno solo, solo dos fueron tablas a nuestra manera de ver. El flamante campeón de Cataluña, batió a su más calificado rival por el título de campeón de España. Oroz se presentó en una forma magnífica. S se movió con soltura, le ganó a Cola en velocidad, en precisión y en potencia. Sus golpes llegaron con precisión y fuerza y hubo momentos en que se llegó a temer por si el combate llegaría o no, al límite. 

En este combate, la juventud derrotó a la madurez; Cola, el experto pugilista que había cruzado sus guantes con los mejores ligeros de Europa, viese impotente para contener el empuje avasallador de su contrincante, de un «as» en ciernes, que por tal causa pelea con un coraje, una fe y una valentía propias únicamente del hombre que se abre camino con éxito y fortuna.
El combate fue bueno, excelente; Oroz empleó para vencer todos sus bríos y el corazón de sus pocos años. Cola en cambio, tuvo que emplear con frecuencia los recursos del «vieux routier» que son el arma que emplean los maduros contra los cachorros. Oroz empezaba a ser un campeón.
Martín Oroz, con sus dieciocho años, era ya campeón de Cataluña del peso ligero y su reciente triunfo sobre el científico ex campeón de España, Tomás Cola, había sido una reválida brillante para el “as” en ciernes. 

## Etapa Peso Wélter
Mayo de 1929, Oroz en su primera salida en el peso “welter” frente al francés Avernin le batió en tres asaltos por abandono. Oroz triunfa de Avernín, pero una lesión de éste en una mano quitó brillantez al triunfo, Cuando se lesionó Avernín el combate estaba ya prácticamente decidido pues Oroz, que durante los dos primeros asaltos había andado un poco vacilante, había tomado francamente la ofensiva en el tercero y el combate se decidía a su favor habiendo dado Avernín muestras inequívocas de agotamiento.  
Oroz batió por puntos a Iznard. Su estilo clásico se impuso desde el primer asalto. Su combatividad, su entusiasmo, esa resistencia inacabable que era su mejor arma y la que más grandes triunfos le había proporcionado y le iba a proporcionar, triunfaron plenamente. Oroz se va a pasos agigantados, convirtiéndose en unas de las primeras figuras del boxeo. 
El paso a la categoría de los wélters no dejó de causar cierta inquietud en los que habían seguido los rápidos progresos de Oroz. Después de este combate estaban más confiados, pues Iznard, sin ser una primera figura, era un hombre duro que conocía largamente el medio y no en vano era una primera serie francés.
En agosto de 1929 en Valencia, Martín Oroz en un combate espléndido venció, por puntos a García Luch, no conquistando una definitiva victoria por fuera de combate debido a su poco puch.  Días más tarde se enfrentó en la misma plaza de toros a Pedro Sáez que venció por puntos, mostrando gran acometividad.
Septiembre de 1929, Barcelona, el combate Alós-Oroz. Oroz y Alós  (enlace roto disponible en Internet Archive; véase el historial, la primera versión y la última). frente a frente para la chalange al título de los wélters. El combate ponía frente a frente al valenciano Alós, excampeón de España, y a Martín Oroz, el muchacho que en unos pocos meses había pasado de ser un excelente peso ligero a un excelentísimo peso wélter. El combate entre Oroz y Alós tenía todas las características de una semifinal oficiosa para el título. Oroz puso Knock-out en tres asaltos a Alós y confirmó sus grandes progresos.  

## Etapa en América
Septiembre de 1929. A bordo del Marqués de Comillaspartió hacia Nueva York, Martín López Oroz junto con su amigo Ricardo Alis (enlace roto disponible en Internet Archive; véase el historial, la primera versión y la última).. (9) (28 de septiembre de 1929) 
Octubre, a bordo del paquebot “Marqués de Comillas” de la Trasatlántica Española, llegaron a Nueva York, se proponían combatir en los rings norteamericanos bajo la dirección del conocido entrenador Jimmy de Foret. 
Martín Oroz no pudo desembarcar en Nueva York por no tener en regla sus papeles y prosiguió a bordo del “Marqués de Comillas” su viaje a La Habana, desde donde, regresaría a Nueva York cuando el propio paquebot español inició en la capital de Cuba el viaje de regreso a España. 

### Nueva York
En diciembre ya está en Nueva York y debuta venciendo por K.O. en dos asaltos a Henry Barrone   (enlace roto disponible en Internet Archive; véase el historial, la primera versión y la última). y posteriormente venció también por K.O. a Tex Tehaka, en tres asaltos. 
Las victorias conseguidas por Oroz le valieron para tener numerosas ofertas de ventajosos combates. Oroz aceptó un encuentro a diez asaltos contra Baby Joe Gans. (Baby Joe Gans, con un registro impresionante, total de 157 combates; ganó 121 combates de los cuales 51 por K.O., 24 derrotas y 11 nulos).
Enero de 1930, Baby Joe Gans batió a Martín Oroz por puntos en Nueva York.
Ante 25.000 espectadores, en el Madison Square Garden se efectuó el combate entre el español Martín Oroz y el americano Baby Joe Gans. Gans dominó a Oroz en la primera mitad del encuentro.  Logró derribar en el cuarto asalto al español, quien oyó contar hasta seis. A partir de esto momento, Oroz se rehízo y atacó de forma impresionante. Fue, sin embargo, derribado nuevamente en el sexto asalto, contándole hasta siete, pero se levantó fieramente y atacó en forma salvaje logrando casi derribarlo, que no pudo resistir tanta acometividad ni el directo a la mandíbula que Oroz acertó a colocarle. Oroz, a partir de este momento, se distinguió por la rapidez de sus movimientos, ganando el noveno asalto y siguiendo la lucha desesperadamente para apuntarse la victoria por K.O, cosa que no pudo lograr debido a los recursos del veterano Gans, a pesar de ser éste seriamente amenazado y puesto en peligro inminente. Al terminar el encuentro, Oroz fue aplaudido largo rato, pues demostró su clase y lo mucho que podía esperarse de él. Hizo una valiente demostración de boxeo ante un contrario de reconocido valor y experiencia. Los técnicos opinaron que Oroz pudo haberse apuntado la victoria de haber luchado desde el comienzo del encuentro con la bravura con que lo hizo a partir del quinto asalto. 
A finales del mes de enero, Oroz obtuvo mach nulo con Dino Tempesti (enlace roto disponible en Internet Archive; véase el historial, la primera versión y la última)..
En la Arena de Ridgewood (Nueva York), se celebró la velada de boxeo entre Martín Oroz y el italiano Dino Tempesti. El combate entre Oroz y Tempesti fue fallado nulo y resultó muy interesante. Martín Oroz, fue desposeído de una merecida victoria, aunque esta vez los Jueces fallaron un empate. Su adversario, el italiano Tempesti, le ofreció batalla y dio muestras de una gran valentía; pero Oroz lo superó en todos los aspectos y lo castigó siempre eficazmente, haciéndose merecedor al veredicto.  
En febrero, en el Olympia Athlétic Club, Martín Oroz fue declarado vencedor de Allen Gibbs, de Nueva York, por falta cometida por éste, a los 2 minutos 51 segundos del segundo asalto. Desde que se dio la primera señal de combate el español acometió con extraordinario denuedo, persiguiendo y acorralando alrededor del ring a Gibbs, el cual recibió varias veces directos en la cara que le sacudieron la cabeza. El segundo asalto iba por igual camino. Viéndose Gibbs apabullado, dio dos golpes bajos, por lo cual fue amonestado. No obstante, volvió a dar otro golpe irregular y entonces se dio por terminada la lucha proclamándose vencedor a Martín Oroz por descalificación de su contrincante. 
En marzo de 1930, sigue competiendo en Nueva York, y Oroz vence a Sammy Withe (enlace roto disponible en Internet Archive; véase el historial, la primera versión y la última)., por puntos, en un match concertado a seis asaltos. Oroz batió completamente a White desde el principio, dominando durante todo el mach pero White, con habilidad logró resistir hasta el final del encuentro. En el cuarto asalto el gong salvo a White del nocaut técnico.  
En Nueva York comentaban que la victoria sobre el boxeador de Brooklyn, Sammy White, le iba a proporcionar un envidiable cartel en los círculos pugilísticos neoyorquinos. 
Oroz había logrado aclimatarse con el pugilismo de aquellas tierras. Su moral debía hallarse en perfectas condiciones debido a sus victorias. Posteriormente peleo con el americano Murray Elkins (enlace roto disponible en Internet Archive; véase el historial, la primera versión y la última)., en el cual hicieron combate nulo. El match, a seis asaltos, fue disputadísimo, estando ambos hombres al borde del K.O. varias veces. 
Martín Oroz vence a Billy Brown  (enlace roto disponible en Internet Archive; véase el historial, la primera versión y la última). en Ridde Woodgrove, logrando un nuevo triunfo en Norteamérica. La victoria de Oroz fue por puntos pero de un modo rotundo y definitivo, castigándolo de forma durísima con fortísimos golpes en prolongadas series. Le derrotó materialmente en todos los asaltos. El público aclamó a Martín por su excelente pelea y por su gran coraje puesto en la lucha.  
En mayo del mismo año, Oroz perdió por puntos ante Murray Elkins (enlace roto disponible en Internet Archive; véase el historial, la primera versión y la última). 

### Cuba
Martín Oroz parte hacia La Habana donde debe disputar algunas peleas bajo las órdenes de Pincho Gutiérrez y la primera es con Relámpago Sagüero (enlace roto disponible en Internet Archive; véase el historial, la primera versión y la última)..
El 20 de mayo de 1930 se enfrentaron en la Arena Polar, Relámpago Sagüero y Martín Oroz. Relámpago ganó a los puntos.
La crónica de Melchor Rodríguez García  en Boxeo Mundialilustra la calidad del combate;
Relámpago Sagüero y Martín Oroz que ofrecieron una magnífica pelea, tan buena que el público vio de pie la mayoría de los rounds. Con esto se comprenderá la clase de combate que dieron ambos pugilistas, de campana a campana. Pocas veces, o tal vez ninguna, han presenciado los fanáticos habaneros un combate tan interesante como este del cubano de Sagüa y el español de Zaragoza.
Al sonar el gongo comienza Oroz atacando con izquierdas al estómago de Relámpago. Relámpago desembarca dos o tres derechas sin resultado en la defensa alta del español que pelea inclinado y siempre pegando sobre el borde de la cintura, ganando el asalto.
Relámpago abre el segundo asalto con sólidas derechas a la cabeza de Oroz y le da buenos opercouts: Oroz le replica también con golpes a la cabeza; pero Relámpago se cubre y dan sobre los brazos. Caen en un cambio de golpes al estómago y el réferi Rodríguez los separa una y otra vez. Relámpago ha dado los más y mejores tortazos.
Sale Oroz de su esquina para el tercero abriendo una terrible ofensiva sobre Relámpago, sigue encima de él, hasta que logra con un fuerte derechazo romperle la ceja izquierda, amplia herida de la que comienza a salir abundante sangre, lo que hace a Relámpago replegarse y quitarse con el guante la sangre que le invade el ojo- El asalto es de Martín que ha peleado fieramente.
El cuarto, quinto, sexto y séptimo, del sagüero que aprovechando su mayor alcance jabea a su gusto a Oroz y le hace replegarse, aunque el español vuelve de continuo a la carga pegando de cerca, unas veces un tanto abajo y otras elevando los golpes sobre la defensa de Relámpago para ir a dar en la cabeza o a los guantes, pero siempre, en el intercambio de golpes el sagüero lleva la mejor puntuación y contiene a fuerza de puños las embestidas del aragonés.
Llega su turno al octavo asalto que resulta el mejor de Martín Oroz, que comienza una ofensiva feroz con fuerzas hasta entonces retenidas. Le pega un derechazo bestial sobre la herida de la ceja izquierda, es tanto el dolor que sufre el sagüero que solo intenta protegerse de nuevos y repetidos golpes en el mismo lugar lastimado, lo que aprovecha Oroz para arreciar su embestida poniendo grogui a Relámpago; pero a la terminación del asalto acierta Relámpago a descargar una izquierda sobre el ojo derecho y la sangre de Oroz comienza a salir con abundancia al sonar el gongo. Este asalto fue completo de Martín Oroz.
En el noveno asalto aunque ambos boxeadores se pegan, caen en continuos clinches; no es de gran sensación por encontrarse ambos boxeadores un tanto y mucho agotados pudiéndose decir que fue tablas.
No fue así el décimo y último asalto donde Relámpago con nuevos bríos trata de llevar la pelea a todo tren buscando el Knock-out para Oroz; no lo consigue, pero le rompe el ojo sano, y termina el asalto y el match con los dos púgiles con sendas toallas sobre sus ensangrentados rostros, pero llevando la mejor parte Relámpago Saguero en el conteo de asaltos y de puntos.
Una pelea de pesos wélters de lo mejor que se ha dado en La Habana y que los fanáticos volverían a ver con gusto su repetición.
En éste combate lució muy superior Relámpago Sagüero a lo que lució en su última pelea con Martínez. Pero bien es verdad que Martín Oroz le presentó feroz combate de principio hasta el final.
En junio, Oroz es vencido por el Tampeño González en La Habana. Luis González de Tampa  (enlace roto disponible en Internet Archive; véase el historial, la primera versión y la última)., derrotó a Martín Oroz, a diez asaltos por puntos. 
A principios de julio, Martín Oroz triunfa por K.O. del cubano Raúl Lezcano (enlace roto disponible en Internet Archive; véase el historial, la primera versión y la última).. Esta victoria debería de proporcionarle de nuevo alguna pelea de importancia ya que Oroz, habíase mostrado últimamente algo bajo de forma y le había costado perder combates. El cubano no es ningún desconocido y el haber conseguido vencerle por fuera de combate, después de haber demostrado una ligera superioridad técnica, se podría pensar que Oroz se hallaba bastante recuperado de sus últimas exhibiciones.  
Tenía previsto volver a España pero la victoria frente a Lezcano le proporciona nuevos contratos. 
En agosto, Martín Oroz triunfa en La Habana del cubano Alcibíades Ortega  (enlace roto disponible en Internet Archive; véase el historial, la primera versión y la última). por puntos, en diez asaltos. Esta victoria viene sin duda a revalidar un tanto la clase del valiente púgil y a proporcionarle mayor número de peleas. Oroz había pasado unos días largos sin combatir y ello habría de serle perjudicial en ambos sentido: moral y materialmente. 
En septiembre coincide en Habana con otro buen amigo, Ignacio Ara, el cual visitaba la casa de Martín Oroz, cada vez que acudía a Barcelona.
Oroz venció al wélter Pablo Canales (enlace roto disponible en Internet Archive; véase el historial, la primera versión y la última)., por puntos.  
El 29 de octubre, Oroz hace nulo con el cubano José Estrada. Éste era un púgil que gozaba de gran popularidad en su país por su clase incansable batallador. 

### Panamá
En octubre, Martín Oroz se dirige a Panamá. Reproducimos la siguiente información cubana de Martín Oroz:  “Martín Oroz, el simpático atleta español que tan brillante demostración hizo en su última salida batiendo de modo espectacular a Pablo Canales, ha recibido tentadoras ofertas para pelear en Panamá, y para esa República embarcará de un momento a otro.”
En Panamá Martín Oroz tiene enorme atracción en taquilla, ya que tiene una victoria sobre Alcibíades Ortega, quien hizo furor en aquel territorio.
El 10 de diciembre de 1930, Martín Oroz, efectuó un combate contra el excampeón del peso ligero, Young Wills, a quien lo venció por puntos en diez asaltos. 
En abril de 1931, en Panamá el púgil aragonés del peso wélter, Martín Oroz, peleó contra Joe Walcott (enlace roto disponible en Internet Archive; véase el historial, la primera versión y la última)., venciéndolo por K.O en el décimo asalto. El público lo aclamó y premió sus triunfos con una ovación enorme.  En la prensa local se escribió;
“Para quienes lo vieron en la plenitud de sus facultades su más brillante pelea fue la que sostuvo el 30 de agosto de 1931 en el American Park con "el español de los puños de hierro", Martín López Oroz, campeón español y panameño del peso welter, vencedor en el Istmo del afamado Young Joe Walcott al que había destronado.”
En julio, Oroz salió de Panamá con dirección a Ecuador donde debía disputar tres combates desde final de este mes hasta mediados de agosto, con Luis Laque, Kid Lombardo y Kirlo Pardo y muy posiblemente en Guayaquil. 

### Ecuador
Agosto de 1931, Oroz fue declarado vencedor sobre Luis Laque, en el séptimo asalto de los diez que estaba concertado el combate, por negarse a continuar la lucha su contrincante. (Universal de Guayaquil, 3 de agosto de 1931) 
En septiembre del mismo año, José Lombardo, campeón de Ecuador, venció a Martín Oroz por puntos. Tras una lucha arduamente disputada, José Lombardo resultó vencedor por puntos. Ambos fueron muy aplaudidos por la gran dureza empleada en la lucha. En Lombardo encontró un adversario de una dureza poco común y no pudo lograr el triunfo.
El 13 de septiembre, en Guayaquil, Marín Oroz vence por K.O. al peruano Max Aguirre (enlace roto disponible en Internet Archive; véase el historial, la primera versión y la última).. Fue en el ring del American Park.  Oroz llevó la pelea inteligentemente, castigando el rostro de Aguirre con continuas y potentes izquierdas hasta el quinto asalto, en el que a consecuencia de un formidable derechazo en plena quijada, logró dar con el hombre en la lona por más de la cuenta. En dicha velada y previo a su combate disputaron una pelea Langford y Pacheco en el cual este último murió. Ésta penosa circunstancia hizo mella en Martín Oroz. )

### Venezuela
Diciembre de 1931, Oroz gana por puntos a Siso Lizardi  (enlace roto disponible en Internet Archive; véase el historial, la primera versión y la última). en Caracas.
En la llamada época de oro del deporte en Puerto Rico – década del 1920 y principio de la de 1930, la ciudad de Caguas tuvo una gran exponente en el boxeo, que tal vez haya sido el ídolo más grande que esa ciudad haya tenido y que fue admirado en todo Puerto Rico. Esa gran figura que se distinguió en el pasado y que es recordado con gran cariño en el presente, se llamó Siso Lizardi – El León del Turabo. Tal era el cariño que se le tenía, que en las noches de sus peleas en los desaparecidos Victory Garden y San Juan Stadium, la ciudadanía en masa se llegaba hasta el puente de las Damas- salida hacia San Juan – haciendo hileras a ambos lados de la carretera, para esperar el resultado de la pelea y vitorear a su ídolo al regreso triunfal a la ciudad Caguas. 
En marzo de 1932, Martín Oroz pierde, en Caracas enfrentándose al conocido púgil norteamericano del peso wélter Thomas White. El mach se disputó a la distancia de 12 asaltos venciendo el yanqui por escaso margen de puntos. 

### Puerto Rico
En el mes de mayo, Oroz se enfrenta a Pete Martín (enlace roto disponible en Internet Archive; véase el historial, la primera versión y la última)., que constituye una página gloriosa en la historia del boxeo puertorriqueño. En el San Juan Stadium de Puerto Rico, disputó Oroz su última pelea en América, con el admirable Pete Martín, a quien venció por puntos magníficamente en una lucha encarnizada y repleta de bellezas. Los recortes de la prensa portorriqueña, exponen diáfanamente cual fue la labor de uno y otro púgil y lo que fue el mach en conjunto y en particular el trabajo de Oroz.
Reproducimos algunos de los apartados, tan solo algunos; “La pelea estelar fue una filigrana, una estela de buen boxeo, de buena defensa, de incansable agresividad y de valentía sin par. Oroz como había predicho, venció a Pete Martín y lo venció en una pelea interminable, adentro, colocando golpes certeros en el estómago, en las costillas y luego subiendo el ataque a la cara. El mejor asalto de Pete Martín fue el séptimo en el cual hizo un esfuerzo asombroso para acabar de una vez. Cruzó dos veces a Martín Oroz y las piernas del aragonés sintieron el efecto de los golpes. El mejor de Oroz fue el noveno. Llevó a Pete por todo el ring con un ataque sistemático en las costillas y el estómago. Una vez y otra las derechas y las izquierdas de Oroz cayeron sobre la humanidad de Pete y luego vino Oroz con una formidable derecha que cayo de plano en la quijada y dobló las piernas haciendo reverencia a España. Pete se halló mal y como buen boxeador que es, sorteo la situación como mejor pudo hasta que terminó el asalto.
En la historia del boxeo boricua se ha escrito la página más gloriosa por medio del encuentro entre Martín Oroz y Pete Martín. El encuentro constituyó un resonante triunfo para los actores, pues tanto el vencedor, como el vencido, fueron delirantemente ovacionados por una afición consciente." 
En esas fechas, en América había una crisis muy grande y ésta fue la causa de que los boxeadores forasteros regresasen a su patria. La vida de un boxeador en América era cara, y por lo tanto no se podía permanecerse allí sin trabajar. 
El 8 de junio, a bordo del vapor Sebastián Elcano llegó Martín Oroz a Barcelona, después de realizar una magnífica campaña en los rings americanos y fue recibido por un grupo numerosísimo admiradores y amigos, entre los cuales estaban Ignacio Ara y Martínez Fort, compañeros suyos durante sus andanzas por tierras americanas. Había boxeado en Nueva York, Cuba, Panamá, Guayaquil, Caracas y Puerto Rico. En tres años realizó 30 combates, de los cuales gana 19 (10 por puntos y 9 por K.O). Perdió 8 combates por puntos y realizó 3 nulos. Venía dispuesto a medirse cuanto antes con el campeón wélter, José Peña, aprovechando la excelente forma y a situarse a la cabeza de los de su categoría.

## Etapa Camino hacia el campeonato de España de los pesos wélters
En julio de 1932, Martín Oroz reaparecería frente a Roberto Sans (enlace roto disponible en Internet Archive; véase el historial, la primera versión y la última)., la reaparición de Martín después de la notable campaña llevada por todos los cuadriláteros de las Américas,  era esperada con verdaderas ganas.Oroz dejó España cuando ya su nombre se iba colocando a la cabeza de los púgiles de su categoría y volvió hecho un hombre de primerísima fila. Tanto Oroz como Sans, eran dos aspirantes, dos aspirantes calificados al título de campeón de España de los wélters, pero uno de ellos debería quedar descartado después de la pelea prevista. ¿Cuál de los dos?  Martín Oroz batió justa y netamente a Roberto Sans por puntos. 
La lucha fue ruda; una pelea sorda en la que los golpes carecen de gran belleza, pero que son tremendamente contundentes y agotadores. Y Oroz, que es infinitamente más variado y resiste, pudo comérsele el terreno centímetro a centímetro, hasta conseguir el veredicto a su favorOroz, era el más calificado aspirante al título nacional de los wélters y su siguiente contrincante sería el notable púgil aragonés, Saturnino Tiberio (enlace roto disponible en Internet Archive; véase el historial, la primera versión y la última)..
Después del notable combate efectuado por Oroz ante el campeón de España de los ligeros, Roberto Sans, su choque con Saturnino Tiberio, caso de decidirse favorablemente para él, debería darle la supremacía oficial de la categoría, al mismo tiempo que hacer inevitable el choque con el campeón de los wélters, el asturiano Peña. 
Saturnino Tiberio, notable púgil aragonés, también se hizo en tierras de América con una campaña sencillamente notable; tan notable, que le valió ser considerado allí como uno de los mejores hombres del mundo a su peso. Ante Oroz tendría la partida singularmente difícil; pero si salía con bien podría aspirar a lo que para él era la máxima ilusión: el título nacional, para el que Oroz se encontraba en esos momentos mejor colocado que nadie. 
El día 1 de septiembre de 1932, Oroz logró el triunfo ante Tiberio por descalificación por cabezazo en el segundo asalto. Dos aragoneses americanizados, dos hombres que sabían del boxeo todos sus secretos y trucos: dos púgiles que pegaban igual, entraban igual y salían igual también de las acometidas. Estilos adquiridos al otro lado del mar: pegar y solo pegar; el rostro siempre al descubierto, esto no les preocupa lo más mínimo, su ilusión, mejor dicho, su obsesión, era buscar el punto vulnerable del contrario sin preocuparse del suyo. 
Así fue la pelea entre Martín Oroz y Saturnino Tiberio cuando un accidente vino a cortar la lucha a mediados del séptimo asalto. Ninguno de ambos hombres había logrado destacarse en los momentos que llevaban de lucha. El fallo no causó sensación en ningún sentido; tampoco se zanjaba ninguna cuestión como vencedor o vencido de tal modo.  
En octubre, se convino para las fiestas del Pilar en Zaragoza, la revancha entre Oroz y Tiberio, en la plaza de toros donde también se enfrentaban y como combate principal, Ignacio Ara contra el italiano Radaelli. Pero debió ser suspendida a consecuencia de que Ara estuvo enfermo con una Faringoamigdalitis y postrado en cama. 
En noviembre se confirma que José de la Peña expondrá su título frente a Martín Oroz en el Frontón Jai-Alai de Madrid.  
El día 11 de noviembre, Oroz fue el nuevo campeón de España de los wélters batiendo a Peña por nocaut en el asalto 13. Asistió el ministro de la Gobernación, Santiago Casares Quiroga, que fue ovacionado por el público. En el asalto trece, Peña va al suelo y es contado hasta nueve. Se levantó y Oroz lo castigo duramente. Peña cayó nuevamente y fue contado hasta diez. El Presidente de la Federación Castellana, señor Piñero, que arbitró dio por vencedor por nocaut en el asalto 13 a Martín Oroz, nuevo campeón de España de los pesos wélters.   

## Etapa Campeón de España de los pesos Wélters
Martín Oroz, destacó y demostró ser un campeón, ya que puso el título en juego contra cuantos adversarios demostraron poseer clase suficiente para justificar sus aspiraciones al mismo.
Forjado a la americana creía Martín que el hombre que se encuentra en posesión de un bien tan calificativo como el título de campeón, no puede exponerse a ser vencido por un hombre a su peso sin dejarse el título en el choque. 
El 14 de diciembre de 1932, Oroz conservó su título a lograr match nulo con Habir, en el Jai Alai de Madrid y tras un combate nivelado se dictó match nulo, continuando Oroz, por lo tanto, en posesión de su título. 
El día 22 de febrero de 1933 se disputó el título nacional de los wélters entre Oroz y Roberto Sans (enlace roto disponible en Internet Archive; véase el historial, la primera versión y la última). a quince asaltos. Dos hombres en peligro sobre el ring. En peligro, Oroz, por el solo hecho de poner el título en juego ante un hombre como Sans, batallador, buen puncheur y con una experiencia que ha adquirido como el propio campeón, mitad y mitad en los rings ajenos y en los propios. Y en peligro Sans, por cuanto una derrota ante el poseedor del título que se avenía graciosamente a ponerlo en juego al menor requerimiento, le cerraría el paso hacia una “challenger” para el que, en ese momento, estaba magníficamente situado. 
El resultado fue un “match nulo”. El combate tuvo reseñas en la prensa como la del Mundo Deportivo; “Vimos anoche, en el Nuevo Mundo, más que el combate de la temporada, el combate del año. Un combate como hacía muchas temporadas, no pocos años que no se había visto. Quince rounds llevados a un tren que a partir del cuarto parecía que no podrían sostener los contrincantes más allá de la mitad del combate. Y lo aceleraron en vez de disminuirlo, una de esas peleas épicas que se recuerdan y se citan como ejemplo cuando se trata de dar una idea de lo que el pugilismo puede dar de sí en cuanto a emoción y a espectáculo. Fallaron nulo el encuentro los jueces imbuidos, sin duda, por el sentir popular que había tenido repetidas ocasiones de manifestarse en aplausos para ambos contendientes. Fallaron nulo y si el fallo no perjudica a nadie, ya que queda Oroz en posesión del título, no corresponde ni mucho menos a lo que el encuentro fue en realidad, ya que ni Oroz anduvo nunca, a nuestro modo de ver retrasado en la puntuación, ni la victoria del campeón debía ofrecer la sombra de la duda, después de los cuatro últimos asaltos que le fueron netamente favorables. Martín Oroz hizo anoche una de las mejores peleas que le hemos visto y en todo momento superó a Sans en boxe, dejándose influir los jueces por el ardor combativo de su contrincante, a quien, en verdad, nunca vimos entregarse como anoche, a la batalla franca, decidida y sin reservas.” 
Hubo error de suma en una tarjeta de puntuación y el Consejo Directivo de la Federación Catalana corrigió; «Este Consejo al revisar las tarjetas de puntuación del combate Oroz-Sans, ha encontrado en una de ellas la suma equivocada, y por ser esta anomalía comprobada y corregida, queda declarado vencedor a los puntos y continuando campeón de España del peso welter el boxeador Martín Oroz.» 
Tres semanas después, de nuevo Martín Oroz puso su título en juego, siendo su challenger eventual Martínez. El aspirante esta vez era el golpeador de la Torrassa, Martínez, Oroz encontrará en esta ocasión un contrincante joven, codicioso, que en estos últimos tiempos había ido de triunfo en triunfo y al que su formidable punch había labrado una justa fama de hombre temible. Y quien había luchado dos veces con Sans, haciendo memorables sus dos encuentros, en el primero venció a los puntos y en el segundo hizo match nulo. 
El día 15 de marzo de 1933, Martín Oroz, confirmando su gran forma, batió a Martínez por abandono en doce asaltos. Oroz estuvo mejor que en su combate con Sans, más sereno, más preciso, más fríamente calculador, seguro de sí y dueño en todo momento, de sus recursos técnicos y físicos. Le ganó el encuentro a Martínez por agotamiento, Oroz fue destrozando lentamente a su contrincante y cuando el mánager del torrasense se decidió a tirar la esponja, con verdadero acierto, se preveía el desenlace rápido, fatal.  
Martín Oroz, campeón nacional de los wélters, seguía decidido a demostrar que lo es de derecho y, de hecho enfrentándose a cuantos púgiles despuntan en la categoría. Tras sus combates por el título con Peña, Habir, Sans y Martínez, acepta el reto de enfrentarse a Jaime López, el batallador púgil a quien hace unas semanas había ganado a Sans. 
El día 5 de abril se enfrenta a Jaime López  y lo batió por puntos. Fue uno de los combates más rudamente librados entre los pesos wélters. El campeón se deshacía magníficamente, dominándole magníficamente de principio a fin del combate, haciendo gala de una boxe clara y de un punch notable. Realizó Martín un trabajo rudísimo, persistente, agotador al cuerpo, salió a relucir la boxe aprendida, el duro batallar por los rings y el combate fue “increscendo” en interés y emoción hasta llegar a los asaltos finales a arrancar grandes aplausos a los espectadores que olvidaron lo inolvidable, para premiar como era merecido el esfuerzo formidable de los combatiente. 
Diecisiete días después, el 22 de abril, Martín Oroz pone, de nuevo en juego su título en Valencia. Esto no es de nuevo para el campeón de los wélters, quien casi no disputa combate que no sea por el título. Opuesto a Canet el buen wélter valenciano. Oroz no tendrá la partida fácil si atendemos a que el combate se efectuaría en la plaza de toros de Valencia ante una multitud entusiasta que sin duda no deja de animar a su representante en esta lucha que de decidirse integralmente a su favor, podría darles la supremacía oficial del boxeo en España.
Oroz vence a los puntos a Canet. Realizaron un combate magnífico. Oroz boxeando con la cabeza y a lo gran campeón, dejando que su adversario se cansase inútilmente en los primeros asaltos. Luego, a partir del séptimo, su dominio fue clarísimo, adjudicándose un nítido resultado. 
El 23 de mayo acepta el reto y se enfrenta nuevamente a Habir, por el título nacional de los wélters, con quien hizo match nulo en Madrid cinco meses antes y también por el título de campeón de España. Martín Oroz que desde que logró conquistar el título lo puso graciosamente en juego ante quien demostró interés y clase para disputárselo. 
Oroz, conservó el título batiendo a Habir, francamente. Siguió Oroz en posesión del título. El Mundo Deportivo en su crónica apostilló, “Martín Oroz es como de los más grandes campeones que hemos tenido en España, sin distinción de categorías y desde luego, el más completo que en la de los wélters ha habido desde que Ricardo Alis dejó de pertenecer a ella. Oroz confirmó anoche su título batiendo al challenger todo lo ampliamente que a un hombre puede batírsele a los puntos, pese a una resistencia meritísima del poulain de Noves.” 

## Etapa Camino hacia el Campeonato de Europa
Después de enfrentarse a todos los aspirantes al título de Campeón de España, empieza a realizar los combates para colocarse en disposición de ser aspirante al título de campeón de Europa.
En julio de 1933 es el punto de partida de Martín Oroz, lanzado hacia el Campeonato de Europa y su primer contrincante es Kid Frattini campeón de Italia de los wélter.
Martín Oroz, en ruta para el título europeo, en un combate reñidísimo y disputado a gran tren, batió a Kid Frattini.
Frattini, rápido hasta la exageración, buen pegador de ambas manos y sobre todo entrando en acción desde el primer tañido del gongo, cosa que en verdad fue la nota más destacada del match y lo que le valió el desconcertar momentáneamente a Oroz quien en los tres primeros asaltos anduvo un poco a la deriva del campeón de Italia. Luego la cosa cambió y ya en el cuarto se niveló el combate que a partir del quinto y con ligeras alternativas fue favorable al campeón de España que tuvo enfrente un hombre de primerísima fuerza en la plenitud de su forma y de su juventud y envalentonado por una serie de triunfos consecutivos logrados sobre hombres de verdadera calidad. El combate en sí fue todo lo emocionante que cabe sea una pelea disputada entre dos hombres que se saben en buena forma, que detentan el título oficial en sus respectivas naciones y que esperan situarse con vistas al título continental. 
Martín Oroz, confirmó de modo que no deja lugar a dudas su excelente forma luciendo enormemente, aunque la calidad del contrincante le privó de causar la impresión, que en otras ocasiones había causado, Martín había emprendido con buen pie su marcha hacia el título europeo y su triunfo sobre Frattini hubiera sido probablemente mucho más contundente de haberse disputado el combate a quince asaltos, ya que es cosa sabido que Martín era uno de aquellos hombres de resistencia inagotable cuyos finales de combate eran realmente temibles.
En agosto del mismo año, Martín Oroz invencido desde que regresó de América, un púgil que voluntariamente puso en mayor número de ocasiones su título en juego, se iba a enfrentar a una primerísima figura del boxeo continental, al francés Gastón Lecadre, cuyo récord era sin duda uno de los más extensos y más brillantes que podían encontrarse en la categoría que, a semejanza de Martín, había hecho en América sus pruebas contra las primeras figuras mundiales. . 
Oroz, cuando llevaba el combate a su favor perdió por golpe bajo ante Lecadre.
Oroz estaba ganando a Lecadre muy bien, cuando llegó el golpe bajo. Una lástima porque esta victoria neta que se preveía de Oroz quedó convertida en derrota por descalificación
El francés era púgil que conocía a fondo las cosas del ring y dio siempre franca batalla al campeón nacional que superó en mucho su anterior actuación y se hizo merecedor en infinidad de ocasiones de los prolongados aplausos del público. Martín combatió como correspondía a un hombre de su valía. Bien en todos los aspectos. Batallando y contrarrestando las acometidas del francés. Oroz manejo sus manos con una potencia y precisión grande. Los siete asaltos de duración del combate sirvieron para poner de manifiesto ésta gran forma en que se hallaba Martín. Lecadre, hombre viejo del ring y era difícil, bastante difícil, combatirle en la forma que uno desearía por convenirle más a sus conocimientos. El golpe que cortó esta magnífica pelea fue claro. Tan claro que no dejó a dudas. Y fue lástima porque Oroz, ganaba….
Días más tarde en las fiestas de Huesca, en concreto el día 10 de agosto en la plaza de toros, Oroz, se enfrentó a Mir. Se pretendía que en Huesca se pusiera en juego el título nacional y frente a José de la Peña, pero a última hora no pudo conseguirse, y se logró, en cambio, que se viera frente a Mir, que era oscense. 
Mir, con su título del cinturón barcelonés, prestaba a ésta pelea entre dos “ases” aragoneses un color que realzaba la velada. Oroz venció a Mir, por abandono de éste en el cuarto asalto al tocarle peligrosamente, partiéndole la ceja. Los espectadores siguieron con entusiasmo este combate que enfrentó dos hombres que salieron decididos a acabar el combate cuanto antes; se castigaron como pudieron, no llevando ventaja alguna hasta el fin de aquel el campeón español. Oroz estuvo mejor castigando que encajando y de todas formas su superioridad se mostraba en el fondo, en su serenidad. Fueron ambos ovacionados, y el abandono de Mir aunque no lo pareciese fue justificado. Hubiese llevado una corrección demasiado dura. 
A final de agosto se organiza la presentación de Martín Oroz ante el público zaragozano y no pudo ser más brillante. Cinco asaltos solamente pudo resistirle su contrincante por abandono, Martínez Valera, un muchacho que pegaba fuerte y era todo voluntad, pero que todavía no podía ser enemigo para un pugilista de la talla de Oroz. Éste, que aceptó la pelea con las ganas locas de sentir los aplausos de la afición zaragozana. 
El 4 de septiembre, se enfrenta a Venturi en Roma, campeón de Italia, el cual le gana por puntos siendo la decisión protestada. Le pelea fue competidísima y la decisión fue otorgada por puntos a Venturi, ocasionando la protesta del público. Oroz hizo una pelea valientísima y se había hecho, cuando menos, acreedor al match nulo.  
El día 4 de octubre de 1933, se celebró una velada de boxeo en la Plaza de toros Monumental de Barcelona, en que el combate principal era para el título del campeonato de Europa entre Gironés y Matchens. En dicha velada se incluía la sorpresa por el combate Martín Oroz – Cheo Morejón. Causó cierta sorpresa que Martín Oroz, era un wélter y aún, si se quiere, un wélter corto, hubiera aceptado el enfrentarse con Morejón quien entre los pesos medios se ha clasificado como una primera figura, y se antojaba adversario muy duro para probar, aun creyendo que Oroz era de una clase excepcional. 
Cuando Martín Oroz desembarcó de América dijo que no opondría dificultad alguna a la elección de contrincantes. Y hemos de convenir en que el campeón hizo ampliamente honor a su palabra ya que no tan solo ha combatido con quien se le ha propuesto sino que ha sido, y de lejos, el nacional que mayor número de veces ha puesto su título en juego. Oroz, deseoso de dar a la afición combates de verdadera rivalidad y después de haber batido ampliamente a cuantos wélters se encontraban en nuestros rings, dio una nueva prueba de la confianza que se tiene al aceptar combatir con púgiles de un peso superior al suyo siendo nada menos que Morejón, el formidable pegador cubano. 
Oroz, por puntos, ganó a Morejón en diez asaltos de dura batalla. Fue un combate magnífico. Fue una de esas peleas que sen ven pocas, porque lo bueno no abunda, algo verdaderamente extraordinaria entre dos hombres cuya clase no es necesario ponderarla y que se encontraban en forma realmente buena.
Imposible detallar todo lo bueno que efectuaron. Morejón estuvo muy bien con ambas manos, especialmente con la izquierda y Oroz, igualmente, superó al cubano en efectividad. La igualdad floto en todo momento y si Martín no hubiese superado en esa efectividad aludida a Morejón el “draw” habría sido lo más equitativo, porque en cuanto a combatividad estuvieron los dos insuperables y los golpes precisos y potentes, abundantes, estando siempre el match pendiente de una posible rápida superación de cualquiera.  Archivado el 7 de mayo de 2022 en Wayback Machine.
El 24 de noviembre, Martín Oroz boxeó en Copenhague contra el campeón danés Einar Aggerholm Archivado el 7 de mayo de 2022 en Wayback Machine. . Martín Oroz fue víctima de una decisión inesperada. Martín Oroz libró una pelea valentísima, pero tuvo la desgracia de que en el tercer asalto su enemigo le abriera una ceja con un fuerte swing, por la que cada vez manaba mayor cantidad de sangre. Sin conceder importancia a la herida, Oroz mantúvose en un plan de igualdad con su enemigo e incluso en el noveno asalto le rebasó la puntuación al ponerle en dificultad tras una serie de ambas manos al rostro. Al poco de iniciado el décimo asalto un zarpazo del danés volvió a abrir la herida en la ceja del español y rápidamente intervino el árbitro retirando a Oroz a su rincón, dándole vencido por inferioridad. 
Después de la llegada a Barcelona de Martín Oroz, y de su cuidador, y con ellos de la prensa danesa, se pudo ver un documento verdaderamente interesante: un grabado de un periódico danés, en el que se ve cómo llegó el final del noveno asalto o sea el que precedió a la decisión del árbitro declarando batido a Oroz por inferioridad.
En el suelo ante Martín Oroz fue salvado por el gongo (gog) en el noveno asalto y al comenzar el décimo se declaraba vencido al campeón de Espada por inferioridad.
En la foto un tanto borrosa por ser reproducción de un grabado ya de sí no muy bueno, se advierte a Martín Oroz de pie y en posición netamente demostrativa de que se encontraba, aún, en plena posesión de todas sus facultades y, desde luego, nada hace prever que esta fase será, la última de combate ni que al ir Martín a su rincón se encontrará con que el árbitro daba el choque por terminado, y con la natural sorpresa que el proclamado vencedor era el danés. 
El 20 de diciembre de 1933, se enfrentó al francés Baumas en Barcelona, un púgil joven batallador, del que existían las mejores referencias. Desde luego, aún aceptando la alta calidad del comingman francés, muy pocos hombres en Europa podían superar a Oroz. 
Baumas fue una verdadera revelación haciendo match nulo con Oroz. Baumas fue un adversario dificilísimo, para un campeón de España en la plenitud de sus facultades físicas. 
A principios de 1.934, se intentan organizar varios combates en Roma pero su mánager le da un descanso muy merecido. Oroz, mientras se ha ido preparando activamente para hacer una rentrée brillante en Barcelona ha despreciado buenas ofertas de otros rings. 
Después de ésta larga temporada de ausencia de los rings de combate, tiempo que ha sido íntegramente dedicada al descanso primero y a la cuidada preparación luego.
Martín Oroz, efectuó su rentrée en los rings con la revancha a Baumas. Jugaba en éste encuentro una carta de importancia, ya que el francés se mostró en su anterior actuación, un pegador de clase y al mismo tiempo un batallador incansable, aún para quien como Oroz, sabía pelear a toda velocidad de campana a campana. 
Martín, que en su anterior encuentro con Baumas el notable “comingman” francés, se vio forzado a hacer “la pelea de su vida” para no ser batido netamente sobre el ring de Olympia. El gesto de Martín al no esquivar esa pelea, que sin duda alguna prometía ser difícil, demuestra bien a las claras como deseaba conservar plenamente la confianza de la afición.
El 7 de marzo de 1934.- En una batalla durísima, Oroz batió a Baumas por puntos. Martín Oroz realizó su segundo combate con el «comingman» francés Baumas y el campeón de España, demostrando que aún no se ha recuperado, no pudo imponerse más que castigando al cuerpo, punto flaco del francés. Pero el «punch» de éste apuró con frecuencia a Oroz, castigándole con fuertes directos de izquierda y «crochets» de derecha, varios de los cuales acusó claramente cayendo K. O. en el séptimo asalto, en una contra de izquierda. Oroz se levantó presto y en ésta como en parecidas ocasiones consiguió recuperarse hasta imponerse en los últimos asaltos. Fueron estos últimos disputados a una velocidad formidable y en ellos, pese al castigo recibido anteriormente, Oroz hizo gala de su resistencia y de su acometividad inagotable, terminando bellísimamente un encuentro que en sus comienzos en nada bueno para él había dejado presagiar. Oroz hizo un combatazo, una de las mejores peleas que se le han visto en nuestros rings y sin duda alguna de las más duras que habría disputado en su vida. 
En mayo, se enfrenta en Madrid a Guillermo Ruiz  que lo venció por abandono. En el Circo Price tuvo lugar la velada de boxeo contra el aspirante al título nacional de los wélters, el combate fue durísimo. En los primeros asaltos dominó el madrileño, pero a partir del tercer asalto se impuso Oroz, que castigó duramente a su enemigo, haciéndole abandonar en el quinto asalto. 
El 19 de agosto de 1934, se realizó una velada en la que hicieron la presentación ante el público mallorquín, en la plaza de toros, Ignacio Ara y Martín Oroz. Los deportistas isleños recibieron con suma satisfacción la organización de tan importante reunión pugilística puesto que podrían ver sobre el ring a dos estupendos campeones nacionales como eran Ara y Oroz.
Martín Oroz y Pedro Isasti, lograron una decisión de match nulo después de emocionantísima pelea. Los primeros asaltos fueron bastante iguales, sobresaliendo empero la mejor clase del campeón de los wélters, quien colocó una serie de durísimos golpes al estómago del vasco, replicando éste siempre con admirable valentía y decisión. En el Cuarto, quinto sexto, séptimo y octavo asaltos, la pelea siguió bastante igualada, pero con ligera ventaja de Oroz, golpeándose los dos con viva e impresionante dureza. Es de destacar la admirable esquiva que hizo gala Oroz burlando una serie de fulminante ataques del porteño. En el noveno asalto la lucha fue igualada, pero en el último se inclinó favorable a Isasti que puso en un verdadero apuro a su adversario. Se falló match nulo. Sin duda alguna el combate Oroz - Isasti fue el mejor de la velada entusiasmando de veras al público, que no se cansó de ovacionar a los dos púgiles durante toda la pelea. 
Los dos boxeadores Oroz-Isasti, con el buen recuerdo que dejaron en su brillante actuación en el Coliseo Balear se volvieron a enfrentar pero disputándose el título de Campeón de España, peso wélter. 
El día 3 de octubre de 1934, Oroz revalidó el título que detentaba al vencer a Pedro Isasti. La velada había despertado mucha expectación e interés en el estamento deportivo. En el primero y segundo asaltos Oroz castigó a Isasti con duros golpes al estómago que resistió bien. El tercer asalto fue favorable a Isasti que hace llegar sus puños repetidas veces a la cara de Oroz. En el cuarto asalto la lucha es igualada. Pero en el quinto, sexto, séptimo y octavo asaltos la pelea fue ligeramente favorable a Isasti que seguía castigando la cara de su contrincante, quien replicó con duros golpes al estómago. El noveno asalto fue muy igualado, forzando el “tren” ambos púgiles y resistiendo mucho. El décimo asalto fue favorable a Isasti que no dejó de llevar la iniciativa en la pelea. En el undécimo recobra Oroz y castiga el estómago de Isasti, quien replica con viva dureza. En el duodécimo Isasti se impuso netamente y Oroz resulta castigadísimo acusando los golpes. El décimo tercero asalto resulta nivelado. En el décimo cuarto asalto ambos púgiles se lanzan a fondo y se castigan con verdadera fiereza, lanzándose a un cuerpo a cuerpo imponente en el que Isasti recibió un golpe de cabeza que le abrió un pómulo. El último asalto fue de clara dominio de Isasti. El juez único de este combate señor Julián concedió el triunfó a Oroz, cuyo fallo fue acogido por el público con ruidosas protestas. 
En Barcelona, a principios de diciembre vuelve a poner su título de campeón en juego, esta vez frente a Hilario Martínez. Martín Oroz, había mantenido el título a través de cuantos adversarios se lo habían disputado, designados unos por la Federación y otros por las circunstancias, iba a sufrir el asalto de uno de los más grandes púgiles con que ha contado España: Hilarlo Martínez que, vuelto al peso wélter, había evidenciado un franco retorno de forma. 
El día 6 de diciembre de 1934, Hilario Martínez conquistó el campeonato de España de los wélters. Después de quince asaltos llevados a gran tren, disputados con ardor de principiante y con astucia de viejo maestro del ring, la puntuación del encuentro decidió que el título cambiara de manos.
Martín Oroz, después de haber defendido brillantemente, si bien durante largos meses veía cómo se lo arrebataba en buena lid el que ha sido uno de los prestigiosos más puros con que había contado la boxe en España. 
El combate fue, como su resultado, una verdadera sorpresa, ya que superó en belleza, en emotividad y en ardor a cuanto podía esperar el más exigente. Oroz, fue como siempre el “fajador” puro, el hombre que busca por encima de toda la media distancia y con ella el cambio de golpes, mientras que Hilario, más sereno, más seguro de si y más ponderado en su esfuerzo, lució una esgrima notablemente mejor, una muestra de aquel estilo elegante, afinado, sin filigranas, pero con verdadera eficacia que tanto llegó a pesar en el concierto de los pesos ligeros. Esa mejor esgrima al permitirle dosificar el esfuerzo, hizo que llegara a los últimos asaltos en mejor estado que Martín, arrancando en ellos el triunfo definitivo, ya que, si durante el combate pareció ir la puntuación relativamente igualada, en los últimos asaltos y de modo especialísimo en el último se impuso de tal manera Hilario. 

## Etapa Excampeón de España
Después de un largo descanso, Oroz vuelve a pelear en Zaragoza y en el mes de abril se enfrenta al madrileño Martín Nuevo que consiguió un triunfo sobre el ex campeón de España Martín Oroz, que fue descalificado por golpe bajo. 
Para principios del mes de septiembre se firmó la revancha con Hilario Martínez  que se realizaría en Zaragoza poniendo en juego el campeonato de España de los pesos wélters. Para el día siete de septiembre se anuncia en la Sala del Frontón Cinema la más sensacional velada pugilística que ha podido montarse en escenarios regionales. Hilario Martínez no precisaba argumentaciones elogiosas de su personalidad. Se trataba de un auténtico campeón de España, con un récord de triunfo insuperable. Frente a él actuaría el zaragozano Martín Oroz, en posesión de aquella forma que le llevó a la conquista del título nacional en una época todavía reciente.
Hilario Martínez conservó el título, haciendo match nulo en 15 asaltos. Con el lleno completo, se celebró la anunciada reunión de boxeo en la que se disputaba el Campeonato Nacional de los wélters, entre Hilario Martínez, detentor y Martín Oroz, challenger, a quince asaltos. Terminó la pelea en match nulo, dominando primero Oroz pero reaccionando Hilario a partir del décimo asalto para lograr el empate y conservar el título.
Pasan varios meses hasta que Oroz vuelve a subir a un ring y lo hace el día 25 de enero de 1936 en Leganitos frente a Guillermo Ruiz  y en abril del mismo año y en Madrid se enfrentó a Alonso Cascorro y éste le derrotó por puntos, en diez asaltos. La decisión fue protestada por estimar el “respetable” que por lo menos, Oroz merecía el match nulo.   

El día 1 de junio en una reunión pugilística celebrada en Madrid, Martín Oroz, que reaparecía, batió por descalificación a Sixto de Diego en el noveno asalto.

## Etapa Guerra Civil
Estando en Madrid estalla la guerra civil y junto con su amigo Segundo Bartos se alista en la Columna Perea(Juan Perea Capulino)
El 26 de octubre de 1936 el periódico Mundo Deportivo en una entrevista realizada al boxeador Kid Merino, miliciano en el frente de Talavera, en compañía de Colaso se comenta, “Nos dijo además el valiente púgil que también Martín Oroz y Bartos luchan en defensa de la libertad, a las órdenes del capitán Perea, en cuya columna militan. La lucha es continua y dura, los moros no les dejan un momento tranquilos pero ellos no pierden el ánimo y al contrario, avanzamos continuamente, puedo asegurar, nos dice Merino, que en los frentes de Talavera, reina un entusiasmo enorme que hace imposible que los facciosos avancen a pesar de su mejor armamento.”
En el libro “El deporte en la guerra civil” escrito Julián García Candau, Juan Antonio Samaranch y Gregorio Peces-Barba Martínez, se reseña lo siguiente; “Martín Oroz, ex campeón de España, miliciano de la columna Perea, daba lecciones de pugilismo en el frente. Uno de sus discípulos era el novillero y también miliciano Luis Ruiz – Lagartija”
En el periódico ABC (España) el día 8 de noviembre de 1936 se publica una fotografía de Oroz con el siguiente pie de foto, “Un boxeador en el frente. Martín Oroz, el bravo boxeador, campeón de España, es ahora un valiente miliciano. Aquí aparece con su perro- Terrible-, que tan excelentes servicios presta en los parapetos” 
Después de acabar la guerra (1 de abril de 1939), Martín se queda en Madrid y el 11 de junio del mismo año se prepara una reunión de boxeo profesional de la Real Sociedad Gimnástica Española donde debería medirse con Martín Nuevo, contrincante al que ya se había enfrentado y descalificado por golpe bajo. Pero no hay constancia que se llegara a realizar. 
El día 25 de julio de 1939, Oroz anunció su retiro del boxeo en la velada realizada en el campo de la Deportiva de la Ferroviaria de Madrid. Fue una gran pelea la que realizaron Torres y Oroz. Cipriano Torres estuvo como en uno de sus más espléndidos días, jugando bien y limpiamente las dos manos y empleando con gran eficacia la izquierda. Martín Oroz fue un digno rival y así el lucimiento de ambos tuvo su franca manifestación. Se declaró nulo el combate. Oroz anunció su retiro del boxeo. 
Según los combates que se han podido localizar el resumen sería el siguiente;
Total Ganados, 58 (por K.O,16); Nulos,11; Perdidos, 15; Sin información,4; Total combates 88

## Etapa Después del boxeo profesional
Martín Oroz, después de dejar el boxeo fue preparador de algunos boxeadores como Paco Bueno y Ximénez.
Martín trabajó en el Círculo Ecuestre como Masajista, ya que algo había aprendido de los masajistas que utilizó él en su carrera profesional. Luego trabajo en el Frontón de Barcelona
Como masajista y por información de quien lo conoció, era requerido por Lola Flores y Manolo Caracol cuando venían a Barcelona.
En 1.946 realizó unas manifestaciones en el Mundo Deportivo en referencia a su pupilo Paco Bueno; “A Paco lo que le hace falta es combatir con cierta continuidad. El boxeador se forma en la sala, pero se hace con los combates. Peleando es como se aprende a esgrimir y se adquiere la necesaria experiencia. Además se entrena a pegar y a recibir. Muchas veces se dice de un boxeador que no encaja y lo que sucede es que no está entrenado a los golpes. Le hablo por propia experiencia. Yo me formé en Barcelona, pero me hice boxeador a fuerza de combatir.” 
No hay duda de que Martín Oroz tenía razón. El hombre que como él ha recorrió los rings de medio mundo y que se ha enfrentado con los mejores hombres de su peso nadie podrá negarle experiencia.
El día 29 de septiembre de 1982, Martín Oroz, “el león español” falleció. A la edad de 72 años y víctima de cruel enfermedad, falleció en Barcelona el que fuera destacado «as» internacional de los pesos wélter y ex campeón de España de la categoría.  
Recuerdo de una época floreciente del pugilismo, cuando siguiendo la estela de Paulino Uzcudun, fueron legión los peleadores españoles que irrumpieron en los ring americanos, acreditándose, con su constante batallar, y nada despreciable técnica, entre los mejores del mundo.
A Martín Oroz, en América le apodaron «El León Español». Y mereció el apelativo de veras. Fue un auténtico «as», sin trampa ni cartón, que brilló con luz propia, derrochó genio y pundonor a raudales, como buen aragonés, a través de una admirable carrera. 